# ريزارد إس. ميشالسكي
ريزارد إس. ميشالسكي (بالإنجليزية: Ryszard S. Michalski)‏ هو عالم حاسوب أمريكي، ولد في 7 مايو 1937، وتوفي في 20 سبتمبر 2007.